# Rhododendron cowanianum
Rhododendron cowanianum är en ljungväxtart som beskrevs av Davidian. Rhododendron cowanianum ingår i släktet rododendron, och familjen ljungväxter. Inga underarter finns listade i Catalogue of Life.